# Sangczarak
Sangczarak – miasto w Afganistanie, w prowincji Sar-e Pol. W 2017 roku liczyło 13 500 mieszkańców.